# Гришкявичюс, Пятрас Пятрович
Пя́трас Пя́трович Гришкя́вичюс (лит. Petras Griškevičius; 19 июля 1924, Кряунай, Рокишкский уезд — 14 ноября 1987, Вильнюс, Литовская ССР) — советский партийный деятель, первый секретарь ЦК Коммунистической партии Литвы (1974—1987).

## Биография
Пятрас Гришкявичюс родился 19 июля 1924 года в семье служащего в деревне Кряунай (лит. Kriaunos) Кряунайской волости (лит. Kriaunų valsčius) Рокишкского уезда (лит. Rokiškio apskritis), Литовской Республики, ныне деревня — административный центр Кряунского староства (лит. Kriaunų seniūnija) Рокишкского районного самоуправления Паневежского уезда Литвы.
Трудовую деятельность начал в 1941 году колхозником в восточной части Челябинской области (с 1943 года — Курганская область). Участник Великой Отечественной войны (в 1942—1943 годах в 16-й стрелковой Литовской дивизии, в 1943—1944 годах в партизанском отряде имени Жемайте на оккупированной немцами территории Литовской ССР).
С 1944 года на журналистской работе, редактор уездной газеты.
Член Коммунистической партии с 1945 года.
В 1948 году окончил партийную школу при ЦК КП(б) Литвы, работал инструктором и зав. сектором отдела пропаганды и агитации ЦК КП(б) Литвы. В 1950—1951 годах — ответственный редактор республиканской газеты «Valstiečių laikraštis» (Вальстечю лайкраштис, «Крестьянская газета»), в 1951—1953 годах — редактор газеты Вильнюсской области «Raudonoji žvaigždė» (Раудонойи жвайгжде", «Красная звезда»). В 1953—1955 годах — заместитель редактора республиканской газеты «Tiesa» («Тиеса», «Правда»). В 1958 году заочно окончил Высшую партийную школу при ЦК КПСС.
В 1955—1964 годах — секретарь, второй секретарь Вильнюсского горкома КП Литвы. В 1964—1971 годах — в аппарате ЦК КП Литвы ( должность ?). С 1971 по 1974 — первый секретарь Вильнюсского горкома КП Литвы.
С 18 февраля 1974 года до своей смерти 14 ноября 1987 года — первый секретарь ЦК Коммунистической партии Литовской ССР.
Член ЦК КПСС (1976—1987). Депутат Совета Союза Верховного Совета СССР 9-11 созывов (1974—1987) от Литовской ССР, заместитель Председателя Совета Союза Верховного Совета СССР (1979—1987).
Перевёл с русского на литовский язык несколько художественных книг.
Пятрас Гришкявичюс умер в Вильнюсе 14 ноября 1987 года, похоронен на Антакальнисском кладбище.

## Награды
- Два ордена Ленина, 18 июля 1974 года; 18 июля 1984 года
- Орден Октябрьской Революции, 25 августа 1971 года
- Орден Отечественной войны I степени, 10 мая 1965 года
- Орден Отечественной войны II степени, 11 марта 1985 года
- Два ордена Трудового Красного Знамени, 1 октября 1965 года; 17 марта 1981 года
- Орден «Знак Почёта», 20 июля 1950 года
- Медаль «За трудовое отличие», 24 декабря 1960 года
- Медаль «Партизану Отечественной войны» I степени, 14 сентября 1944 года[9]
- другие медали